# Горње Клештино
Горње Клештино (грч. Άνω Κλεινές, Ано Клинес) је насеље у Грчкој у општини Лерин, периферија Западна Македонија. Према попису из 2021. било је 155 становника.
На попису из 1940. године Горње Клештино је имало 740 становника, од чега су трећина Словени а остали грчке избеглице из Турске.

## Становништво
| Година       | 1951 | 1961 | 1971 | 1981 | 1991 | 2001 | 2011 |
| ------------ | ---- | ---- | ---- | ---- | ---- | ---- | ---- |
| Становништво | 656  | 540  | 267  | 236  | 207  | 222  | 179  |